# 1888 w muzyce
Wydarzenia muzyczne w 1888 roku.

## Wydarzenia
- 6 stycznia – w praskim Rudolfinum miała miejsce premiera „Piano Quintet No.2” op.81 Antonína Dvořáka[1][2][3]
- 8 stycznia – w Wiener Musikverein miała miejsce premiera walca „Donauweibchen” op.427 Johanna Straussa (syna)[1][2]
- 20 stycznia – w lipskim Neues Stadttheater miała miejsce premiera opery Die drei Pintos Carla Marii von Webera[1][2][4]
- 25 stycznia – w Wiedniu odbyła się premiera pieśni „Dein blaues Auge hält so still” op.59/8 Johannesa Brahmsa[1][2]
- 26 stycznia – w Bostonie odbyła się premiera „The Wreck of the Hesperus” op.17 Arthura Foote[1][2]
- 28 stycznia – w lipskim Gewandhaus miała miejsce premiera „String Quartet No.2” op.26, BV 225 Ferruccio Busoniego[1][2][5]
- 15 lutego – w Wiedniu odbyła się premiera pieśni „Liebesgluth” op.47/2 Johannesa Brahmsa[1][2]
- 19 lutego – w Wiener Musikverein miała miejsce premiera „Simplicius-Quadrille” op.429 oraz „Soldatenspiel” op.430 Johanna Straussa (syna)[1][2]
- 24 lutego – w Trinity Chapel w Cambridge miała miejsce premiera „Justorum animae” op.38/1 Charlesa Villiersa Stanforda[1][2]
- 26 lutego – w wiedeńskim Cursalon miała miejsce premiera „Lagerlust” op.431 Johanna Straussa (syna)[1][2]
- 27 lutego – w Wiedniu odbyła się premiera pieśni „Ständchen” op.106/1 Johannesa Brahmsa[1][2]
- 3 marca – w wiedeńskim Strauß-Palais miała miejsce premiera polki „Auf zum Tanze!” op.436 Johanna Straussa (syna)[1][2]
- 6 marca – w Wiedniu odbyła się premiera pieśni „Klage” op.105/3 Johannesa Brahmsa[1][2]
- 7 marca – w paryskiej Salle Favart miała miejsce premiera opery Le roi d'Ys Édouarda Lalo[1][2][6]
- 10 marca – w paryskiej Salle Érard miała miejsce premiera Psyché Césara Francka[1][2][7]
- 11 marca – w praskim Rudolfinum miała miejsce premiera II symfonii op.4 Antonína Dvořáka[1][2][8]
- 3 kwietnia – w Bostonie odbyła się premiera „Piano Concerto No.1” op.15 Edwarda MacDowella[1][2]
- 28 kwietnia – w Paryżu odbyła się premiera „Pavane” op.50 oraz „Clair de lune” op.46/2 Gabriela Fauré[1][2]
- 16 maja – Emil Berliner zaprezentował skonstruowany przez siebie gramofon
- 22 maja – w Cincinnati odbyła się premiera „Song of Promise” op.43 Johna Knowlesa Paine[1][2]
- 23 czerwca – w Lille we Francji wykonano po raz pierwszy „Międzynarodówkę”
- 7 czerwca – w Trinity College w Cambridge miała miejsce premiera „Carmen Saeculare” op.26 Charlesa Villiersa Stanforda[1][2]
- 29 czerwca – w monachijskim Königliches Hof- und Nationaltheater miała miejsce premiera opery Boginki Richarda Wagnera[1][2][9]
- 15 lipca – z inicjatywy Władysława Żeleńskiego powstała Akademia Muzyczna w Krakowie
- 29 sierpnia
  - w Birmingham odbyła się premiera oratorium „Judith” Huberta Parry[1][2][10]
  - odbyła się premiera uwertury koncertowej „Jesienią” op.11 Edvarda Griega[1][2]
- 8 września – w Kopenhadze odbyła się premiera „Suite for Strings” op.1 Carla Nielsena[1][2][11]
- 3 października
  - w Monachium odbyła się premiera „Violin Sonata” op.18 Richarda Straussa[1][2][12]
  - w londyńskim Savoy Theatre miała miejsce premiera operetki The Yeomen of the Guard Arthura Sullivana[1][2][13]
- 9 października – w St George’s Church w Worcesterze miała miejsce premiera „Ecce Sacerdos Magnus” Edwarda Elgara[1][2]
- 21 października – w Wiener Musikverein miała miejsce premiera „Spanischer Marsch” op.433 oraz „Sinnen und Minnen” op.435 Johanna Straussa (syna)[1][2]
- 31 października – w berlińskiej Singakademiesaal miała miejsce premiera „Zigeunerlieder” op.103[1][2][14] oraz pieśni „Salamander” op.107/2 Johannesa Brahmsa[1][2]
- 1 listopada – w lipskim Gewandhaus miała miejsce premiera suity Peer Gynt op.46 Edvarda Griega[1][2]
- 3 listopada – w Sankt Petersburgu odbyła się premiera „Scheherazade” op.35 Nikołaja Rimskiego-Korsakowa[1][2]
- 4 listopada
  - w Angers odbyła się premiera „Joyeuse Marche”[1][2][15] oraz „Suite pastorale” Emmanuela Chabriera[1][2][16]
  - w Paryżu odbyła się premiera „10 Pièces pittoresques” Emmanuela Chabriera[1][2]
- 5 listopada – w paryskim Petit Théâtre des Marionettes miała miejsce premiera „La tempête” op.18 Ernesta Chaussona[1][2]
- 8 listopada – w paryskim Théâtre de l’Odéon miała miejsce premiera „Caligula” op.52 Gabriela Fauré[1][2]
- 17 listopada – w Sankt Petersburgu odbyła się premiera V symfonii op.64 Piotra Czajkowskiego[1][2][17]
- 19 listopada – w Hamburgu odbyła się premiera „String Quartet No.8” op.80 Antonín Dvořák[1][2]
- 24 listopada – w Sankt Petersburgu odbyła się premiera uwertury „Hamlet” op.67 Piotra Czajkowskiego[1][2][18]
- 30 listopada – w Wiedniu odbyła się premiera pieśni „Auf dem Kirchhofe” op.105/4 Johannesa Brahmsa[1][2]
- 1 grudnia – w nowojorskim Steinway Hall miała miejsce premiera „Serenade for String Orchestra” op.12 Victora Herberta[1][2]
- 2 grudnia – w Wiener Musikverein miała miejsce premiera walca „Kaiser-Jubiläum” op.434 Johanna Straussa (syna)[1][2]
- 5 grudnia – w Wiedniu odbyła się premiera pieśni „Verrat” op.105/5 oraz pieśni „Auf dem See” op.106/2 Johannesa Brahmsa[1][2]
- 15 grudnia – w Sankt Petersburgu odbyła się premiera uwertury „Russian Easter Festival” op.36 Nikołaja Rimskiego-Korsakowa[1][2]
- 18 grudnia – w Sankt Petersburgu odbyła się premiera „Capriccioso” op.19/5 Piotra Czajkowskiego[1][2]
- 21 grudnia – w Budapeszcie odbyła się premiera „Violin Sonata No.3” op.108 Johannesa Brahmsa[1][2][19]
- 25 grudnia – w Kościele de la Madeleine w Paryżu miała miejsce premiera „Il est né le divin enfant” Gabriela Fauré[1][2]
- Utworzono Columbia Records, pierwszą firmę fonograficzną

## Urodzili się
- 9 stycznia – Eugeniusz Dziewulski, polski dyrygent, kompozytor i kierownik muzyczny, reżyser i scenograf teatralny, pedagog (zm. 1978)
- 12 stycznia – Claude Delvincourt, francuski pianista i kompozytor muzyki poważnej (zm. 1954)
- 20 stycznia – Leadbelly, amerykański muzyk folkowy i bluesowy (zm. 1949)
- 23 stycznia – Jerzy Gablenz, polski muzyk i kompozytor (zm. 1937)
- 26 stycznia – Fritz Lubrich, niemiecki organista, kompozytor i pedagog (zm. 1971)
- 28 stycznia – Stefi Geyer, węgierska skrzypaczka (zm. 1956)
- 6 lutego – Wiktor Bielajew, rosyjski muzykolog i etnograf (zm. 1968)
- 8 lutego – Matthijs Vermeulen, holenderski kompozytor i krytyk muzyczny (zm. 1967)
- 27 lutego – Lotte Lehmann, niemiecka sopranistka (zm. 1976)
- 28 lutego – Eugène Bigot, francuski dyrygent i kompozytor (zm. 1965)
- 12 marca – Hans Knappertsbusch, niemiecki dyrygent (zm. 1965)
- 31 marca – Heinrich Neuhaus, rosyjski pianista i pedagog pochodzenia polsko-niemieckiego (zm. 1964)
- 6 kwietnia – Dawid Bajgelman, polski skrzypek, kompozytor i dyrygent żydowskiego pochodzenia (zm. 1944)
- 8 kwietnia – Victor Schertzinger, amerykański producent filmowy, scenarzysta, reżyser i kompozytor muzyki filmowej (zm. 1941)
- 15 kwietnia – Anna Maria Klechniowska, polska kompozytorka, pianistka i pedagog (zm. 1973)
- 17 kwietnia
  - Herms Niel, niemiecki kompozytor muzyki marszowej (zm. 1954)
  - Maggie Teyte, angielska śpiewaczka (sopran) (zm. 1976)
- 18 kwietnia – Frida Leider, niemiecka śpiewaczka operowa (sopran) (zm. 1975)
- 19 kwietnia – William Axt, amerykański kompozytor muzyki filmowej (zm. 1959)
- 10 maja – Max Steiner, austriacko-amerykański kompozytor muzyki filmowej (zm. 1971)
- 11 maja – Irving Berlin, amerykański kompozytor białoruskiego pochodzenia (zm. 1989)
- 12 maja – Mariano Stabile, włoski śpiewak operowy (baryton) (zm. 1968)
- 25 maja – Anatolij Aleksandrow, radziecki i rosyjski kompozytor, pianista i dyrygent; Ludowy Artysta ZSRR (zm. 1982)
- 27 maja – Louis Durey, francuski kompozytor (zm. 1979)
- 31 maja – Stanisława Argasińska-Choynowska, polska primadonna i śpiewaczka estradowa, pedagog śpiewu (zm. 1961)
- 3 czerwca – Tom Brown, amerykański trębacz jazzowy (zm. 1958)
- 6 czerwca – Pete Wendling, kompozytor i pianista (zm. 1974)
- 8 czerwca – Poul Schierbeck, duński kompozytor (zm. 1949)
- 13 czerwca – Elisabeth Schumann, niemiecka śpiewaczka operowa (sopran) (zm. 1952)
- 29 czerwca – Tadeusz Majerski,  polski kompozytor, pianista i pedagog (zm. 1963)
- 10 lipca – Vera Schwarz, austriacka śpiewaczka operowa i operetkowa (sopran) (zm. 1964)
- 13 lipca – Henryk Apte, polski prawnik, skrzypek, kameralista, krytyk i działacz muzyczny (zm. 1942)
- 14 lipca – Walter Jankuhn, niemiecki aktor i śpiewak operetkowy (tenor) (zm. 1953)
- 31 lipca – Stefania Łobaczewska, polska muzykolog (zm. 1963)
- 16 sierpnia – Armand J. Piron, amerykański skrzypek jazzowy (zm. 1943)
- 29 sierpnia – Jan Joachim Czech, pedagog, poeta, kompozytor (zm. 1955)
- 12 września – Maurice Chevalier, francuski piosenkarz i aktor (zm. 1972)
- 27 września – Walery Jastrzębiec-Rudnicki, polski autor piosenek, konferansjer, dyrektor kabaretów, działacz kulturalny i związkowy, prawnik (zm. 1962)
- 6 października – Max Butting, niemiecki kompozytor (zm. 1976)
- 11 października – Piero Coppola, włoski dyrygent (zm. 1971)
- 26 października – Joseph Gregor, austriacki pisarz i librecista, teatrolog i muzykolog (zm. 1960)
- 18 listopada – Pascual Contursi, argentyński piosenkarz, gitarzysta, poeta; autor tekstów tanga argentyńskiego (zm. 1932)
- 26 listopada – Francisco Canaro, urugwajski i argentyński dyrygent i kompozytor tanga argentyńskiego (zm. 1964)
- 15 grudnia – Ion Nonna Otescu, rumuński kompozytor i dyrygent (zm. 1940)
- 19 grudnia – Fritz Reiner, amerykański dyrygent (zm. 1963)
- 27 grudnia – Tito Schipa, włoski śpiewak operowy (tenore di grazia) (zm. 1965)
- 28 grudnia – Gabriel von Wayditch, kompozytor oper (zm. 1969)

Data dzienna nieznana
- Jan Karol Kapałka, polski skrzypek i dyrygent, działający w USA (zm. 1932)
- Lidia Kmitowa, polska skrzypaczka, profesor (zm. 1967)

## Zmarli
- 5 stycznia – Henri Herz, austriacki pianista i kompozytor (ur. 1803)
- 14 stycznia – Stephen Heller, węgierski kompozytor i pianista (ur. 1813)
- 22 lutego – Jean-Delphin Alard, francuski skrzypek (ur. 1815)
- 26 lutego  – Józef Schürer, oboista, dyrygent i kompozytor (ur. 1821)
- 12 marca – Kazimierz Filleborn, polski śpiewak operowy i operetkowy (tenor), dyrektor teatrów prowincjonalnych (ur. 1853 lub 1855)
- 29 marca – Charles-Valentin Alkan, francuski kompozytor i pianista (ur. 1813)
- 21 kwietnia – Julius Weissenborn, niemiecki fagocista, pedagog i kompozytor (ur. 1837)
- 27 czerwca – Albert Parlow, niemiecki kompozytor i muzyk wojskowy (ur. 1824)
- 3 grudnia – Józef Brzowski, polski kompozytor, pedagog, dyrygent, wiolonczelista i publicysta muzyczny (ur. 1805 lub 1803)

Data dzienna nieznana
- Wanda Bogdani, polska śpiewaczka operowa (sopran) (ur. 1851)